# Giovanni Battista Toëschi
Giovanni Battista Toëschi (Mannheim, Baden-Württemberg, Alemanya, 1735-? - Múnic, Baviera, Alemanya, 1800), fou un violinista i compositor alemany d'origen italià.
Fill d'Alessandro Toeschi (Roma, vers 1700 - Mannheim, vers 1758), i germà de Carlo Giuseppe Toeschi (1724 - Múnic, 1788). Estudià el violí de la mà de Carl Stamitz i la composició amb Christian Cannabich. El 1760 ingressà en l'orquestra de l'Elector palatí i es distingí com a violinista, el que li'n valgué ocupar la plaça de director d'orquestra, vacant precisament per la mort del seu mestre Cannabich. El 1778 es traslladà ala cort de Múnic, on li fou concedida la plaça de director d'orquestra per haver mort el seu germà Carlo Giuseppe, que la desenvolupava.
Toëschi fou un compositor distingit en la música instrumental, particularment en la simfonia. Les seves melodies són gracioses i les seves modulacions no són gens comunes. Publicà les obres següents:
- Sis quartets dialogats per a dos violins, alt i baix;
- Quatre quartets dialogats per a dos violins, alt i baix, i dos trios;
- Sis trios per dos violins i baix;
- Tres simfonies per a dos violins, dos oboès, dos corns, alt i baix;
- Tres simfonies per a dos baixos;
- Tres grans simfonies;
- Sis simfonies amb dos oboès, dos crons i dos baixons, etc...